# Кавалара (Фрозиноне)
Кавалара је насеље у Италији у округу Фрозиноне, региону Лацио.
Према процени из 2011. у насељу је живело 109 становника. Насеље се налази на надморској висини од 114 м.